# Halley-Verfahren
Das Halley-Verfahren (auch Verfahren der berührenden Hyperbeln) ist, ähnlich wie das Newton-Verfahren, eine Methode der numerischen Mathematik zur Bestimmung von Nullstellen {\displaystyle f(x)=0} reeller Funktionen {\displaystyle f\colon \mathbb {R} \to \mathbb {R} }. Im Gegensatz zum Newton-Verfahren hat es die Konvergenzordnung 3, benötigt dazu aber zusätzlich zur ersten auch die zweite Ableitung. Es ist nach dem Astronomen Edmond Halley benannt, der auch das Wiederkehrgesetz des nach ihm benannten Halleyschen Kometen bestimmte. Ein vergleichbares Verfahren ist das Euler-Tschebyschow-Verfahren.

## Beschreibung des Verfahrens
Sei {\displaystyle f} eine reelle Funktion mit stetiger zweiter Ableitung, {\displaystyle f\in C^{2}(\mathbb {R} ,\mathbb {R} )} und sei a eine einfache Nullstelle von {\displaystyle f}, d. h. {\displaystyle f'(a)\neq 0}. Dann konvergiert für Startpunkte {\displaystyle x_{0}} nahe {\displaystyle a} die durch die Iteration
{\displaystyle x_{k+1}=x_{k}-{\frac {2\cdot f(x_{k})f'(x_{k})}{2f'(x_{k})^{2}-f(x_{k})f''(x_{k})}}}, k = 0, 1, 2, …
erzeugte Folge sukzessiver Näherungen {\displaystyle (x_{k})_{k\in \mathbb {N} }} mit kubischer Konvergenzordnung gegen {\displaystyle a}.
Varianten dieses Verfahrens sind das ursprünglich von Halley verwendete irrationale bzw. parabolische Halley-Verfahren mit der Iterationsvorschrift
{\displaystyle x_{k+1}=x_{k}-{\frac {2f(x_{k})}{f'(x_{k})}}\cdot \left(1+{\sqrt {1-2{\frac {f(x_{k})f''(x_{k})}{f'(x_{k})^{2}}}}}\right)^{-1}},
und in Verallgemeinerung dessen das Laguerre-Verfahren
{\displaystyle x_{k+1}=x_{k}-{\frac {nf(x_{k})}{f'(x_{k})}}\cdot \left(1+(n-1){\sqrt {1-{\frac {n}{n-1}}{\frac {f(x_{k})f''(x_{k})}{f'(x_{k})^{2}}}}}\right)^{-1}}.
Für Polynome wird dabei {\displaystyle n} gleich dem Grad gesetzt. Da der Term unter der Wurzel negativ werden kann, können diese beiden Varianten auch für rein reelle Polynome und reelle Startwerte zu komplexen Nullstellen konvergieren. Bei der in nachfolgenden Iterationen notwendigen Bestimmung der Quadratwurzel aus komplexen Zahlen ist hier immer die Lösung mit positivem Realteil zu wählen, so dass der Nenner den größtmöglichen Betrag hat.

## Motivation
Sei {\displaystyle f} eine reelle Funktion mit stetiger zweiter Ableitung, {\displaystyle f\in C^{2}(\mathbb {R} ,\mathbb {R} )} und sei {\displaystyle a} eine einfache Nullstelle von {\displaystyle f}, d. h. {\displaystyle f'(a)\neq 0}. Dann wird der Funktionsverlauf von {\displaystyle f} in der Nähe von {\displaystyle a} in zweiter Ordnung „gerade gebogen“, indem statt {\displaystyle f} die Funktion {\displaystyle g(x)={\tfrac {f(x)}{\sqrt {|f'(x)|}}}} betrachtet wird. Diese Konstruktion ist von der Nullstelle unabhängig. Nun wird das Newton-Verfahren auf {\displaystyle g} angewandt. Es ist
{\displaystyle {\begin{aligned}g'(x)&={\bigl (}f(x)\cdot |f'(x)|^{-1/2}{\bigr )}'\\[0.5em]&=f'(x)\cdot |f'(x)|^{-1/2}+f(x)\cdot (-{\tfrac {1}{2}})|f'(x)|^{-3/2}{\text{sign}}(f'(x))\,f''(x)\\[1em]&={\frac {2f'(x)^{2}-f(x)f''(x)}{2f'(x){\sqrt {|f'(x)|}}}}\end{aligned}}}
und daher
{\displaystyle H_{f}(x)=N_{g}(x)=x-{\frac {g(x)}{g'(x)}}=x-{\frac {2f(x)f'(x)}{2f'(x)^{2}-f(x)f''(x)}}}
Dieselbe Vorschrift ergibt sich aus dem allgemeineren Householder-Verfahren in der zweiten Ordnung
{\displaystyle H_{f}(x)=x+2{\frac {(1/f)'(x)}{(1/f)''(x)}}}

## Beispiel
Die Iteration für die Quadratwurzel von z. B. a=5 ergibt mit {\displaystyle f(x)=x^{2}-a} die Iterationsvorschrift
{\displaystyle H_{f}(x)=x\,{\frac {x^{2}+3a}{3x^{2}+a}}=x\,{\frac {x^{2}+15}{3x^{2}+5}}}
und damit die Berechnungstabelle
| {\displaystyle k} | {\displaystyle x_{k}}                                         | {\displaystyle f(x_{k})} |
| ----------------- | ------------------------------------------------------------- | ------------------------ |
| 0                 | 3,00000000000000000000000000000000000000000000000000000000000 | 4,00000000000            |
| 1                 | 2,25000000000000000000000000000000000000000000000000000000000 | 0,0625000000000          |
| 2                 | 2,23606811145510835913312693498452012383900928792569659442724 | 5,99066414899E-7         |
| 3                 | 2,23606797749978969640929385361588622700967141237081284965284 | 5,37483143712E-22        |
| 4                 | 2,23606797749978969640917366873127623544061835961152572427090 | 0,000000000000           |

Es ergibt sich eine Folge von 0, 1, 5, 21, >60 gültigen Stellen, d. h. eine Verdreifachung in jedem Schritt. Das Newtonverfahren hat die Verfahrensvorschrift:
{\displaystyle G_{f}(x)={\frac {x^{2}+a}{2x}}={\frac {x^{2}+5}{2x}}}
Im direkten Vergleich zeigt das Halley-Verfahren die schnellere Konvergenz. Es benötigt jedoch mehr Rechenoperationen pro Schritt.

## Kubische Konvergenz
Sei f dreimal stetig differenzierbar. Da a als Nullstelle von f vorausgesetzt wurde, gilt näherungsweise {\displaystyle f(x)=f(x)-f(a)\approx f'(a)(x-a)}. Genauer gilt auf einem Intervall I, welches a enthält, nach dem Mittelwertsatz der Differentialrechnung die zweiseitige Abschätzung
{\displaystyle {\tfrac {|f(x)|}{\max _{z\in I}|f'(z)|}}\leq |x-a|\leq {\tfrac {|f(x)|}{\min _{z\in I}|f'(z)|}}},
d. h. sowohl {\displaystyle x-a=O(f(x))} als auch {\displaystyle f(x)=O(x-a)}. Es reicht also, das Verhältnis der Funktionswerte von einem Iterationsschritt zum nächsten zu bestimmen.

### Irrationales oder parabolisches Halley-Verfahren
Die Taylorentwicklung zweiten Grades von f ist
{\displaystyle f{\bigl (}x+h{\bigr )}=f(x)+f'(x)\,h+{\tfrac {1}{2}}f''(x)\,h^{2}+O{\bigl (}h^{3}{\bigr )}}.
Dies ergibt zunächst eine Näherung durch eine Parabel, die den Graphen von {\displaystyle f} im Punkt {\displaystyle x} von zweiter Ordnung berührt. Ist {\displaystyle f(x)} klein genug, so hat diese Parabel eine Nullstelle, die deutlich nahe an {\displaystyle x} liegt, nämlich bei
{\displaystyle {\begin{aligned}h&=-{\frac {2f(x)}{f'(x)+{\text{sign}}(f'(x)){\sqrt {f'(x)^{2}-2f(x)f''(x)}}}}\\[0.5em]&=-{\frac {2f(x)}{f'(x)\,\left(1+{\sqrt {1-2f(x)f'(x)^{-2}f''(x)}}\right)}}\end{aligned}}}
Die entsprechende Iteration ist
{\displaystyle x_{k+1}=x_{k}-{\frac {2f(x_{k})}{f'(x_{k})+{\text{sign}}(f'(x_{k})){\sqrt {f'(x_{k})^{2}-2f(x_{k})f''(x_{k})}}}}}.
Da der Nenner von {\displaystyle h} in der Nähe einer Nullstelle von {\displaystyle f} von Null verschieden ist, gilt {\displaystyle h=O(f(x))}. Durch diese Konstruktion von {\displaystyle h} verschwinden die ersten drei Glieder der Taylor-Entwicklung, daher gilt {\displaystyle f(x_{k+1})=O(h^{3})=O(f(x_{k})^{3})}.
Diese Form des Verfahrens wurde ursprünglich von E. Halley vorgeschlagen. Entwickelt man die Wurzel nach {\displaystyle {\sqrt {1+y}}=1+{\tfrac {1}{2}}y+O(y^{2})}, so erhält man das, heute übliche, rationale oder hyperbolische Halley-Verfahren.

### Hyperbolisches Halley-Verfahren
Benutzt man in der Taylor-Entwicklung von {\displaystyle f(x+h)} die Identität {\displaystyle (a+bh)(a-bh)=a^{2}-b^{2}h^{2}=a^{2}+O(h^{2})}, so kann man diese in einen Bruch von in {\displaystyle h} linearen Funktionen verwandeln, d. h. {\displaystyle f} wird in der Nähe von {\displaystyle x} durch eine hyperbolische Funktion angenähert, und von dieser nachfolgend die Nullstelle bestimmt:
{\displaystyle {\begin{array}{rl}f{\bigl (}x+h{\bigr )}=&f(x)+{\bigl (}f'(x)+{\tfrac {1}{2}}f''(x)h{\bigr )}\,h+O{\bigl (}h^{3}{\bigr )}\\\\=&f(x)+{\frac {f'(x)^{2}h}{f'(x)-{\frac {1}{2}}f''(x)h}}+O{\bigl (}h^{3}{\bigr )}\\\\=&{\frac {f(x)f'(x)+h(f'(x)^{2}-{\frac {1}{2}}f(x)f''(x))}{f'(x)-{\frac {1}{2}}f''(x)h}}+O{\bigl (}h^{3}{\bigr )}\ .\\\end{array}}}
Die Funktion {\displaystyle f} wird also durch eine Hyperbel approximiert, die {\displaystyle f} in {\displaystyle x} zu ebenfalls zweiter Ordnung berührt. Der Zähler der Hyperbelfunktion verschwindet für {\displaystyle h=-{\tfrac {2f(x)f'(x)}{2f'(x)^{2}-f(x)f''(x)}}}, woraus sich die Halley-Iteration (s. o.) ergibt. Wieder gilt {\displaystyle h=O(f(x))} und damit
{\displaystyle f(H_{f}(x))=O(h^{3})=O(f(x)^{3})\,}
Daraus folgt dann für die Halley-Iteration
{\displaystyle x_{k+1}-a=H_{f}(x_{k})-a=O(f(H_{f}(x_{k})))=O\left(f(x_{k})^{3}\right)=O\left((x_{k}-a)^{3}\right)\ ,}
d. h. die kubische Konvergenz.

## Mehrdimensionale Erweiterung
Eine Erweiterung des Verfahrens auf Funktionen mehrerer Veränderlicher {\displaystyle F:\mathbb {R} ^{n}\to \mathbb {R} ^{n}} ist möglich. Es kann der gleiche binomische Trick zur Herstellung einer Hyperbelfunktion verwendet werden. Dabei ist aber zu beachten,
1. dass {\displaystyle F'(x)} eine Matrix ist, die als invertierbar vorausgesetzt wird,
2. dass {\displaystyle F''(x)} ein Tensor dritter Stufe ist, genauer eine vektorwertige symmetrische Bilinearform, und
3. dass die unvollständig ausgewertete zweite Ableitung {\displaystyle F''(x)(v,\cdot )}, die ebenfalls eine Matrix ist, im Allgemeinen nicht mit der Matrix {\displaystyle F'(x)} kommutiert.

Dies sind keine Hindernisse, diese Eigenschaften machen nur die Rechnung etwas unübersichtlicher. Es bezeichne {\displaystyle s=-F'(x)^{-1}F(x)} den üblichen Newtonschritt, sei {\displaystyle C(u,v)={\tfrac {1}{2}}F'(x)^{-1}F''(x)(u,v)} der entsprechend modifizierte Term zweiter Ordnung. Dann gilt für die Taylorentwicklung in {\displaystyle x}
{\displaystyle {\begin{aligned}F(x+t)&=F(x)+F'(x)t+{\tfrac {1}{2}}F''(x)(t,t)+O(t^{3})\\[0.5em]&=F'(x)\,{\Bigl (}-s+t+C(t,t){\Bigr )}+O(t^{3})\quad {\text{d. h.}}\\[0.5em]F'(x)^{-1}F(x+t)&={\Bigl (}-s+{\bigl (}I+C(t,\cdot ){\bigr )}\,t+O(t^{3}){\Bigr )}\\[0.5em]&={\Bigl (}-s+{\bigl (}I-C(t,\cdot ){\bigr )}^{-1}\,t+O(t^{3}){\Bigr )}\\[0.5em]&={\bigl (}I-C(t,\cdot ){\bigr )}^{-1}\,{\bigl (}-s+C(t,s)+t+O(t^{3}){\bigr )}\end{aligned}}}
Der in {\displaystyle t} lineare Teil des Zählers wird nun zu Null gesetzt und weiter umgeformt. Dabei wird die Symmetrie von {\displaystyle C(.,.)} ausgenutzt:
{\displaystyle 0=-s+C(t,s)+t=-s+{\bigl (}I+C(s,\cdot ){\bigr )}\,t\quad \iff \quad t={\bigl (}I+C(s,\cdot ){\bigr )}^{-1}\,s}
Werden nun die Kurznotationen durch die ursprünglichen Ausdrücke ersetzt, so ergibt sich
{\displaystyle \textstyle {\begin{aligned}t&=-{\Bigl (}I-{\tfrac {1}{2}}F'(x)^{-1}F''(x){\bigl (}F'(x)^{-1}F(x),\cdot {\bigr )}{\Bigr )}^{-1}\;F'(x)^{-1}F(x)\\[0.5em]&=-{\Bigl (}F'(x)-{\tfrac {1}{2}}F''(x){\bigl (}F'(x)^{-1}F(x),\cdot {\bigr )}{\Bigr )}^{-1}\;F(x)\end{aligned}}}.
Man überzeugt sich leicht, dass diese Formel sich im eindimensionalen Fall zur Halley-Iteration reduziert.
Der sich daraus ergebende Iterationsschritt des mehrdimensionalen Halley-Verfahrens kann in 3 einfacheren Schritten bestimmt werden:
1. Newton-Schritt: Löse {\displaystyle F'(x_{k})s_{k}=-F(x_{k})}
2. Korrektur des Newton-Schritts: Löse {\displaystyle \left(F'(x_{k})+{\tfrac {1}{2}}F''(x_{k})(s_{k},\cdot )\right)t_{k}=-F(x_{k})}
3. Setze {\displaystyle x_{k+1}=x_{k}+t_{k}}

Ist die 2.Ableitung Lipschitz-stetig, so konvergiert das Verfahren lokal kubisch.
Da {\displaystyle F(x)} als klein vorausgesetzt wurde, ist es nicht mehr notwendig, die Inverse der großen Klammer zu bestimmen. Es kann wieder der binomische Trick (bzw. die Taylorformel 1. Grades) benutzt werden, um den einfacheren, aber bis auf Terme dritter Ordnung (nun in F(x)) identischen Ausdruck
{\displaystyle {\begin{aligned}t=&-{\Bigl (}I+{\tfrac {1}{2}}F'(x)^{-1}F''(x){\bigl (}F'(x)^{-1}F(x),\cdot {\bigr )}{\Bigr )}\;F'(x)^{-1}F(x)\\[0.5em]=&-F'(x)^{-1}F(x)-{\tfrac {1}{2}}F'(x)^{-1}F''(x){\bigl (}F'(x)^{-1}F(x),F'(x)^{-1}F(x){\bigr )}\end{aligned}}}
zu erhalten. Die daraus abgeleitete Iteration ist das Euler-Tschebyschow-Verfahren.